# Shilegua
Shilegua är en ort i Mexiko.   Den ligger i kommunen San Francisco Sola och delstaten Oaxaca, i den sydöstra delen av landet, 400 km sydost om huvudstaden Mexico City. Shilegua ligger 1 410 meter över havet och antalet invånare är 118.
Terrängen runt Shilegua är varierad. Shilegua ligger nere i en dal. Runt Shilegua är det glesbefolkat, med 17 invånare per kvadratkilometer. Närmaste större samhälle är San Vicente Coatlán, 16,6 km sydost om Shilegua. I omgivningarna runt Shilegua växer huvudsakligen savannskog.